# Microrégion d'Arinos

Localisation de la microrégion d'Arinos

La microrégion d'Arinos est l'une des huit microrégions qui subdivisent le nord de l'État du Mato Grosso au Brésil.
Elle comporte 6 municipalités qui regroupaient 81 292 habitants en 2006 pour une superficie totale de 54 133 km2.

## Municipalités[1]
- Juara
- Nova Maringá
- Novo Horizonte do Norte
- Porto dos Gaúchos
- São José do Rio Claro
- Tabaporã